# Killer Heat
Killer Heat è un film del 2024 diretto da Philippe Lacôte e basato sul romanzo breve L'uomo geloso di Jo Nesbø.

## Trama
Creta. Quando Leo Vardakis, figlio di un magnate dei trasporti marittimi, muore cadendo mentre faceva free climbing, la cognata, Penelope, non credendo al rapporto ufficiale, ingaggia l'investigatore privato Nick Bali perché indaghi su quello che lei ritiene un omicidio.

## Distribuzione
Il film è stato distribuito sulla piattaforma Amazon Prime Video a partire dal 4 ottobre 2024.